# O evighet, din längd mig fast förskräcker
O evighet, din längd mig fast förskräcker är en gammal psalm i tolv verser av Johannes Rist som antas vara översatt av Lasse Lucidor och bearbetad av Petrus Lagerlöf (död 1690) enligt en utgåva av 1819 års psalmbok (från 1913). En annan utgåva av 1819 års psalmbok (med Nya psalmer 1921) antar att översättningen kan vara gjort av Lucidor eller av Petrus Brask och senare även bearbetad av Johan Olof Wallin.
Inledningsorden i 1695 års psalmbok är:
O Ewighet! tin längd mig fast förskräcker
Som början haar, men aldrig ändan räcker
|  |
|  |

## Publicerad i
- Nr 407 i 1695 års psalmbok under rubriken "Om then osaliga Ewigheten".
- Nr 463 i 1819 års psalmbok under rubriken "Med avseende på de yttersta tingen: En varnande åtanke på den osaliga evigheten".